# سعيد أباد (مزرعة نو)
سعید أباد (بالفارسية: سعیدآباد) هي قرية تقع في إيران في قسم مزرعة نو الريفي. يقدر عدد سكانها بـ 20 نسمة .